# Heinkel He 112
O Heinkel He 112 é um caça projetado por Walter e Siegfried Günter. Foi uma das quatro aeronaves projetadas para competir pelo contrato de caça de 1933 da Luftwaffe, que foi vencido pelo Messerschmitt Bf 109. Poucas aeronaves He 112 foram utilizadas por um curto período de tempo pela Luftwaffe, e outras pequenas missões realizadas por vários outros países, mas apenas cerca de 100 aeronaves foram construídas no total.

## Projeto e Desenvolvimento

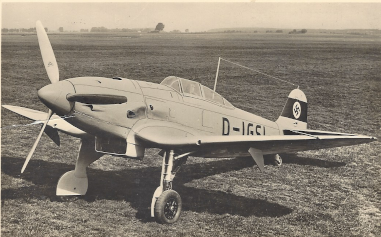
Prototype V9 D-IGSI

No início da década de 1930, as autoridades alemãs começaram a requisitar novas aeronaves, inicialmente para treinamento e aeronaves utilitárias. Heinkel, uma das empresas mais experientes no país, recebeu contratos para aeronaves de dois assentos, incluindo o He 45, He 46 e o He 50. A empresa também trabalhou em projetos de caças para apenas um tripulante, que culminou no He 49 e mais tarde no já melhorado He 51.
Quando o He 51 foi testado em combate na Guerra Civil Espanhola, os alemães perceberam que a velocidade era de longe muito mais importante que manobrabilidade. A Luftwaffe aprendeu esta lição, e começou uma séria de projetos de aeronaves muito mais modernas. Um destes projetos,, Rüstungsflugzeug IV, um caça para combates à luz do dia, com uma velocidade máxima de 400 km/h (250 mph) a 6.000 m (19.500 ft) que podia ser mantida por 20 minutos, em um total de autonomia de 90 minutos. Também foi necessário armar com pelo menos três metralhadoras com 1.000 rpg, ou um canhão de 20 mm com 200 tiros. A especificação requeria que a carga de asa deveria ser abaixo de 100 kg/m² - uma forma de definir a habilidade da aeronave de virar e subir. As prioridades para a aeronave eram velocidade, razão de subida e manobrabilidade, nesta ordem.
Em Outubro de 1933, Hermann Göring enviou uma carta solicitando às fabricantes de aeronaves para considerar o projeto de uma "aeronave de correio de alta velocidade" - uma forma disfarçada de solicitar um novo caça. Em Maio de 1934, isto se tornou oficial e o Technisches Amt (Departamento Técnico) solicitou um interceptador de assento único para o papel do Rüstungsflugzeug IV, desta vez sobre o disfarce de "aeronave desportiva". As especificações foram enviadas primeiramente aos projetistas mais experientes no design de caças, Heinkel, Arado, e Focke-Wulf. Mais tarde foi enviada à novata Bayerische Flugzeugwerke (Bavarian Aircraft Works ou BFW) devido à força de seu projeto de aeronave desportiva Bf 108 Taifun. Foi solicitado a cada empresa a produção de três protótipos para testes. Na primavera de 1935, ambas as aeronaves da Arado e Focke-Wulf estavam prontas, a da BFW chegando em Março, e o He 112 em Abril.
O projeto da Heinkel foi criado primariamente pelos irmãos gêmeos Walter e Siegfried Günter, cujos projetos dominariam a maior parte do trabalho da Heinkel. Começaram os trabalhos no Projekt 1015 no final de 1933 sob o disfarce da aeronave de correios, baseado no motor radial BMW XV. O trabalho já estava em andamento quando a solicitação oficial veio em 2 de Maio, e em 5 de Maio o projeto foi renomeado He 112.
A fonte primária de inspiração para o He 112 foi o design do antecessor He 70 Blitz ("Raio"). O Blitz era um avião monomotor para quatro passageiros projetado originalmente para uso da Lufthansa, e este, por sua vez, inspirado pelo famoso avião de correio Lockheed Model 9 Orion. Como muitos projetos civis da época, a aeronave foi colocada em serviço militar e utilizado como um bombardeiro de dois assentos (apesar de servir na maior parte como reconhecimento aéreo) e serviu neste papel na Espanha. O Blitz introduziu uma série de técnicas de construção novas à Heinkel; foi seu primeiro monoplano de asa baixa, o primeiro avião com trem de pouso retrátil, o primeiro com design monocoque de metal e sua asa elíptica de gaivota invertida, que seria visto em um grande número de projetos mais tarde. O Blitz podia quase que alcançar os requerimentos para o novo caça por si só, então não foi surpresa que os irmãos Günters escolheriam trabalhar com o design tanto quanto fosse possível.
O He 112 era basicamente uma versão em escala menor do Heinkel He 70 e compartilhava sua construção toda de metal, asas de gaivota invertidas e trem de pouso retrátil. Como o He 70, o He 112 era construído inteiramente de metal, utilizando uma asa com duas longarinas e uma fuselagem monocoque com rebites de cabeça escareada. O trem de pouso retraía para fora do ponto mais baixo da asa, o que resultava em uma trajetória larga, dando à aeronave um excelente controle em solo. Suas únicas características de uma era anterior era seu cockpit aberto e a espinha da fuselagem atrás do encosto de cabeça, que provia uma excelente visão e fazia com que os pilotos treinados em biplanos se sentissem mais confortáveis.

## Serviço Operacional

### Legião Condor
Quando se tornou claro que o 112 estava perdendo a disputa para o Bf 109, a Heinkel ofereceu para reequipar o V6 com canhões de 20 mm como uma aeronave experimental. Foi então desmontada e enviada para a Espanha em 9 de Dezembro, e designada para o Versuchsjagdgruppe 88, um grupo da Legion Condor a fim de testar a nova aeronave e três séries do Bf 109 que também estavam em testes.
Oberleutnant Wilhelm Balthasar utilizou-o para atacar um trem e um veículo blindado. Outros pilotos o voaram, mas o motor travou durante o pouso em Julho e foi baixado.
Para a anexação de Sudetenland, todo caça capaz de voar foi colocado em serviço. Os He 112B separados para a Marinha Japonesa foram retomados, mas não utilizados antes do fim da crise e enviado para o Japão a fim de entregar os pedidos.
Os japoneses rejeitaram o He 112 como caça, mas ficaram com 30 aeronaves para treinamento, e o V11 com seu DB 600Aa foi utilizado para testes.
O governo espanhol comprou 12 He 112B. Isto aumentou mais tarde para 19. O He 112s deveria operar como cobertura para caças da Fiat nos estágios iniciais da Guerra Civil, mas estes tinham um desempenho de altitude consideravelmente pior. No evento, apenas um único abate foi feito com o He 112 como caça e foi então movido para o papel de aeronaves de ataque ao solo.
Durante a Segunda Guerra Mundial, quando os Aliados chegaram ao norte da África, as forças espanholas em Marrocos interceptaram aeronaves extraviadas de ambas as forças Aliadas e  alemãs. Nenhum destes incidentes resultaram em perdas. Em 1943, um He 112 do Grupo n º27 atacou a cauda de 11 Lockheed P-38 forçando-os para a Argélia depois que haviam reentrado em território francês e cruzado no Marrocos espanhol. Em 1944, a aeronave estava basicamente sem função, devido a falta de combustível e manutenção.

### Hungria

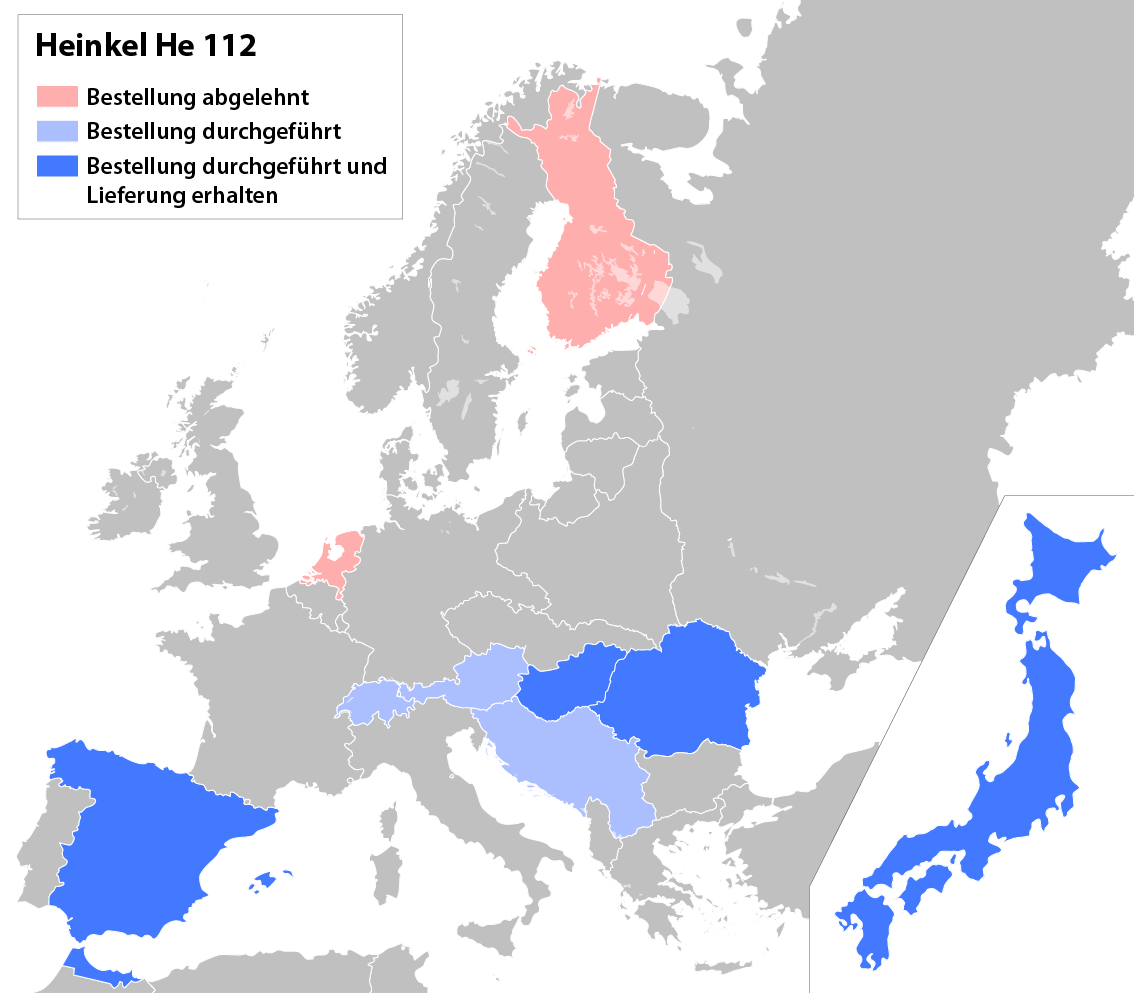

Como os alemães, a Hungria tinha regulações rígidas impostas em suas forças armadas ao participar do Tratado de Trianon. Em Agosto de 1938, as forças armadas foram novamente formadas, e com a Áustria (historicamente seu parceiro por séculos) sendo incorporada à Alemanha, a Hungria encontrou-se sozinha na esfera alemã.
Uma das maiores prioridades para as forças armadas era reequipar-se o mais rápido possível. Uma das várias aeronaves sendo consideradas, o He 112B ganhou a competição, e em 7 de Setembro, fizeram um pedido de 36 aeronaves. A linha de produção da Heinkel estava apenas começando, e com o Japão e Espanha esperando, haveria um tempo antes que as aeronaves pudessem ser entregues. Várias tentativas de se moverem para o topo da lista falharam.
A Alemanha teve que recusar o primeiro pedido no início de 1939 devido à sua neutralidade na disputa entre a Hungria/Romênia sobre a Transilvânia. Em adição, o RLM recusou licenciar o canhão de 20 mm MG FF para os húngaros, provavelmente como uma forma de pressão política. Este insulto não causou problemas, pois eles planejavam substituí-lo com o canhão húngaro 20 mm Danuvia.
O V9 foi enviado à Hungria como demonstração após um tour pela Romênia, e chegou em 5 de Fevereiro de 1939. Foi testado por vários pilotos até a semana seguinte, e em 14 de Fevereiro, eles substituíram a hélice com um projeto de três pás da Junkers (sob licença de Hamilton). Enquanto estava sendo testado contra um CR.32 naquele dia, o V9 caiu. Em 10 de Março, um He 112 B-1/U2 novo chegou para substituir o V9 e foi também testado por vários pilotos em diferentes unidades. Isto foi durante a época que os pilotos húngaros começaram a reclamar sobre motores fracos, pois só conseguiam chegar a uma velocidade máxima de 430 km/h (270 mph) com o Jumo 210Ea.
Com os pedidos do Japão e da Espanha entregues, a vez da Hungria estava se aproximando. Entretanto, naquele ponto, a Romênia fez um pedido e foi colocada na frente da lista. Pareceu que as máquinas de produção húngaras nunca chegariam, então começaram a pressionar por uma licença para construir a aeronave localmente. Em Maio, a empresa húngara Manfred-Weiss em Budapeste recebeu a licença para a aeronave, e em 1 de Junho, foi feito um pedido para 12 aeronaves. A Heinkel concordou em entregar uma aeronave motorizada com o Jumo 210Ga a fim de servir como aeronave modelo.

## Especificações

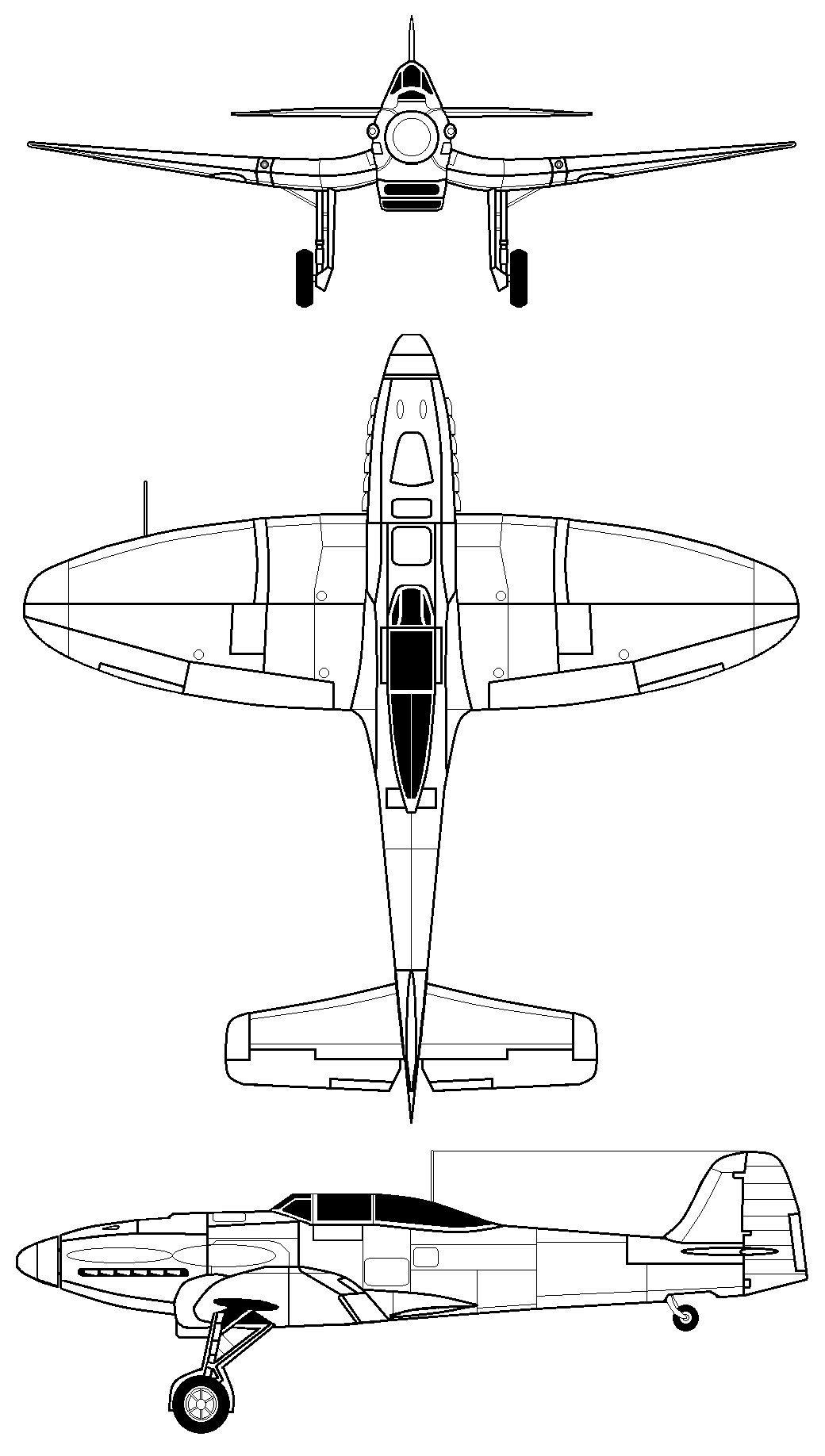
He 112

### He 112 A-0 V4
- Tripulação: 1
- Comprimento: 9,0 m
- Envergadura: 11,5 m
- Altura: 3,7 m
- Área da Asa: 23,2 m²
- Peso Básico Vazio: 1.680 kg (3,704 lb)
- Motor: Junkers Jumo 210Da V12 invertido refrigerado à água de 507 kW (680 hp)
- Velocidade Máxima: 488 km/h
- Alcance: 1.100 km
- Teto de Serviço: 8.000 m (26.245 ft)
- Carga Alar: 102,5 kg/m²
- Armamento: 3 × 7.92 mm (.312 in) MG 17 montado na carenagem do motor

### He 112 B-2
- Tripulação: 1
- Comprimento: 9,22 m
- Envergadura: 9,09 m
- Altura: 3,82 m
- Área da Asa: 17 m²
- Peso Básico Vazio: 1.617 kg (3,565 lb)
- Peso Máximo de Decolagem: 2.248 kg (4,957 lb)
- Motor: Junkers Jumo 210Ga V12 invertido refrigerado à água de 522 kW (700 hp)
- Velocidade Máxima: 510 km/h
- Alcance: 1.150 km
- Teto de Serviço: 9.500 m (31.200 ft)
- Carga Alar: 132 kg/m²
- Armamento:
  - 2 × 7.92 mm (.312 in) MG 17 com 500 rpg, montado na carenagem do motor
  - 2 × canhões 20 mm MG FF com 60 rpg, nas asas

## Ligações Externas
- The Luftwaffe Resource Group He 112 page
- The official website of test pilot Erich Warsitz including videos of the Heinkel He 112 fitted with von Braun’s and Hellmuth Walter’s rocket engines